# アルビン・ステンロース
アルビン・ステンロース (Oskar Albinus ("Albin") Stenroos、1889年2月25日- 1971年4月30日)は、フィンランドの元陸上競技選手。1924年パリオリンピックマラソンの金メダリストである。

## 経歴
ステンロースは1909年の国内選手権が初マラソンであった。しかし、このときの距離は現在の距離より短い設定であった。彼は、翌1910年の国内選手権の10000mで勝利したことで、その名を知られるようになる。さらに、ライバルだった強豪のハンネス・コーレマイネン(Hannes Kolehmainen)が出場していなかった1912年から1916年まで5000m、10000mでも勝利。また、1915年から1917年にかけてクロスカントリーも制覇している。
ステンロースは、1912年ストックホルムオリンピックに出場。10000mでコーレマイネンには敗れたものの銅メダルを獲得。さらにクロスカントリーにも出場し6位に入る活躍で、フィンランドの銀メダル獲得の原動力となった。
1915年には30kmで1時間48分06秒2の世界最高記録を樹立。さらに1924年に1時間46分11秒6と再度世界最高記録を樹立した。その前年の1923年には20kmでも1時間07分11秒2の世界最高記録を樹立している。
1916年のオリンピックは第一次世界大戦のため中止となり、次の1920年アントワープオリンピックも欠場した。しかし、ステンロースは1924年パリオリンピックではマラソンに出場する。実に15年ぶりのマラソンであったということと、非常に気温の高いという悪条件であったにもかかわらず、2位に約6分もの大差をつけ初めての金メダルを獲得した。
彼は1926年のボストンマラソンで2位となり、翌年も参加したが惨敗し、競技生活から引退した。